# Milan (Minnesota)
Milan – miasto w Stanach Zjednoczonych, w stanie Minnesota, w hrabstwie Chippewa.